# Éditions Atlantica
Pour les articles homonymes, voir Atlanticus, Atlantica, Atlanticum.
Les Éditions Atlantica sont une maison d’édition française implantée au Pays Basque, qui se consacre particulièrement au patrimoine du Sud-Ouest, une région riche en traditions  (rugby, surf, chasse, tauromachie, féria...) en personnages (Maurice Ravel, Pablo Tillac, Antoine d'Abbadie, Jorge Oteiza...) et en lieux uniques (Biarritz, Bayonne,Canfranc...).

## Historique
Implantées en 1984 à Biarritz sous la dénomination initiale de « J&D édition » en référence aux initiales de son fondateur Jacques Darrigrand , les Éditions Atlantica s'installent à Anglet en 1999. En décembre 2004, les éditions sont déménagées dans les locaux de Graphipole à Biarritz. En 1997, Atlantica prend également une adresse à Paris au cœur de Saint-Germain (3 rue Séguier), avec un bureau de représentation chargé de la commercialisation des titres et de la communication de la maison à Paris.
Principalement installées à Biarritz, les Éditions Atlantica s'appuient sur un fonds de plus de 1 000 titres et publient chaque année une quinzaine de nouveautés.
En 2012, avec le changement de direction, la ligne éditoriale est recentrée autour des seuls sujets régionaux. Une attention toute particulière semble désormais accordée à l'écriture et au nom des écrivains et photographes sollicités. À cette occasion, la presse a cru bon de souligner le renouveau d'Atlantica. Les œuvres publiées chez Atlantica-Séguier avant 2012 figurent dans la bibliothèque de l'éditeur et sont encore disponibles.